# Głażewo-Cholewy
Głażewo-Cholewy (prononciation : [ɡwaˈʐɛvɔ xɔˈlɛvɨ]) est un village polonais de la gmina de Młynarze dans le powiat de Maków de la voïvodie de Mazovie dans le centre-est de la Pologne.

## Histoire
De 1975 à 1998, le village appartenait administrativement à la voïvodie d'Ostrołęka.